# لوک اسکیو
لوک اَسکیو (انگلیسی: Luke Askew; ۲۶ مارس ۱۹۳۲ – ۲۹ مارس ۲۰۱۲) بازیگر اهل ایالات متحده آمریکا بود. وی بین سال‌های ۱۹۶۷ تا ۲۰۰۶ میلادی فعالیت می‌کرد.
از فیلم‌ها یا برنامه‌های تلویزیونی که وی در آن نقش داشته‌است می‌توان به کلاه‌سبزها، ایزی رایدر، لوک خوش‌دست، پت گرت و بیلی د کید، شتاب شبانگاهی، بهترین بازی دنیا، سرزمین مجازات، جنوب بهشت، غرب جهنم، رعد نورد، فرانک و جسی و مسافر اشاره کرد.